# يمام مطوق أفريقي
اليمام المطوق الأفريقي (الاسم العلمي: Streptopelia roseogrisea)، وهي حمامة صغيرة من فصيلة الحمامية، تتواجد في منطقة الساحل والأجزاء الشمالية من القرن الإفريقي وجنوب غرب شبه الجزيرة العربية. وبالرغم من أنها تعيش في الأراضي القاحلة، إلا أنها تتواجد حول مصادر المياه.
يبلغ طوله عادة حوالي 26 سم. لون الجزء العلوي من جسمه بني رمادي باهت، على الرغم من أن حافة الجناح به مسحة مزرقة. وريش الطيران أغمق مائل للسواد تقريبًا. لون الرأس والرقبة والصدر يميل من اللون الوردي إلى الأبيض على الذقن والبطن. ويوجد منها القليل التي لديها مثنوية الشكل الجنسي.
يتكاثر اليمام المطوق الأفريقي في الأجزاء الجنوبية من شبه الجزيرة العربية، ويقصد مختلف الموائل، بما في ذلك من شجيرات السنط (الأكاسيا) الجافة، وبجوار القرى والأراضي الزراعية، والأودية النائية. ولا يبدو معتمدا على المناطق السكنية. وكما يبدو قادرا على تحمل الجفاف رغم حاجته للماء، وقد شوهدت في الجزيرة العربية محتشدة قرب مصادر المياه في أسد ساعات النهار حرا، وقد يعشش هذا الطائر في أشجار المنغروف، ويلتقط طعامه من الأرض مثل الشعير، وحبوب الدخن وغيرها، وبعض أنواع الفاكهة.
أما في أفريقيا فيتناول مختلف أنواع البذور، فضلا عن المواد النباتية، والحبوب، والحشرات، والقواقع. وقد يوجد قرب اليمام الضاحك، واليمام الأحمر العين، واليمام المطوق. وبالرغم من اختلاف هديله عن هديل اليمام المطوق، فإنهما يشتركان في نمط الاستعراض الهوائي. وقد يكون عشه هزيلا بشكل يتيح رؤية البيض من أسفل العش، الذي يضعه على أرتفاع يصل من متر إلى 3 أمتار على الأشجار.